# Ванг Ђингвеј
Ванг Ђингвеј (упрош: 汪精卫; трад: 汪精衛; пин: Wāng Jīngwèi; 4. мај 1883 — 10. новембар 1944), право име Ванг Џаоминг, био је кинески политичар , председник колаборационистичке владе Ванг Ђингвеја, која је сарађивала са Јапаном током Другог светског рата. Ванг је био блиски сарадник Суена Јатсена последњих двадесет година његовог живота. Након Сунове смрти, Ванг се упустио у политичку борбу против Чанг Кај Шека за контролу над Куоминтангом, али је изгубио. Првобитно је био припадник левог крила Куоминтанга, али је касније све више постајао антикомуниста након што су његови напори да сарађује са Комунистичком партијом Кине окончани политичким неуспехом. Ванг је остао у Куоминтангу, али је и даље имао несугласице са Чангом све до јапанске инвазије Кине 1937, након чега је прихватио јапанску понуду да оснује колаборационистичку владу са седиштем у Нанкингу. Његова гледишта су драстично скренула удесно након што је почео да сарађује са Јапанцима. Ванг је служио као шеф државе све до своје смрти. Његово име у континенталној Кини и на Тајвану је постало синоним за квислинга.